# ホソヒラアジ
ホソヒラアジ（学名: Selaroides leptolepis )は、アジ科に属する小型の海水魚であり、ホソヒラアジ属(Selaroides  )を構成する唯一の種である。インド洋・西太平洋の熱帯域に広く生息し、その生息域は西はペルシャ湾から東はバヌアツ、ニューカレドニアまで広がっている。日本でも琉球列島などの南日本で稀にみられる。体側面にあるよく目立つ黄色線が特徴で、メアジ属の種をはじめとする類似種とは歯の数などによって識別できる。最大で全長22 cmほどに達するが、普通にみられるのは15 cmほどの個体である。系統学的解析により、メアジ属と近縁なことがわかっているが、アジ科内での正確な系統的位置については議論が続いている。沿岸海域に群れを作って生息する肉食魚であり、甲殻類や小魚、その他の様々なプランクトンなどを捕食する。全長8-13 cmほどで性成熟に達する。美味な食用魚で、生息域の各地で重要な漁業対象である。

## 分類と系統
ホソヒラアジは、アジ科に属する約30の属のうちのひとつである、ホソヒラアジ属(Selaroides )に属する唯一の種である。
本種は、インドネシアのジャワからとられた標本をホロタイプとして、フランスの博物学者ジョルジュ・キュヴィエによって1833年に初記載された。彼は本種を現在のギンガメアジ属 Caranx に分類し、Caranx leptolepis という学名を与えた。種小名の"leptolepis"は、ギリシャ語で「薄い鱗」という意味である。1851年にオランダの魚類学者ピーター・ブリーカーは本種の分類を再検討し、本種のために独立の属を創設する必要があると結論づけ、ホソヒラアジ属 Selaroides を立てた。この属名は「メアジ属 Selar に似た」という意味で、メアジ属と類似する別属であることを表現している。理由は不明だが、ブリーカーは後年本種を新たな属、Leptaspis 属に移している。しかし、発表はホソヒラアジ属 Selaroides が先行しているため、国際動物命名規約の規定に基づきLeptaspis 属は現在では無効なシノニムとなっている。キュヴィエは本種を記載したのと同時にCaranx mertensii という種をスケッチのみに基づいて記載しているが、この学名も現在では本種の無効なシノニムとされている。 他にも本種は1877年から1884年までの間に3度別の学名で記載されているが、いずれも現在では無効なシノニムとなっている。
本種はアジ科を対象にしたいくつかの系統学的解析に含まれてきたが、本種についてはそれぞれの解析でわずかに異なる系統関係が得られている。どの研究においても本種が単系統のアジ亜科に含まれることは支持されている。最初の研究は具志堅宗弘が1986年に発表した形態情報に基づく研究で、ホソヒラアジ属はマブタシマアジ属、マアジ属、ムロアジ属、メアジ属と単系統群を作り、中でもマブタシマアジ属に最も近縁であると結論づけた。1987年のアイソザイム解析を用いてアジ亜科の魚類における遺伝的分化を推測した研究では、本種はメアジ属に最も近縁であり、マアジ属も合わせて単系統群を作ること、そしてムロアジ属とは遠縁であることが示唆された。2002年と2007年に発表された2つの研究では、ミトコンドリアのシトクロムb遺伝子の配列を用いた分子系統学的解析により、メアジ属との近縁性が支持された。しかしどちらの研究においても本種は、体型の似たムロアジ属やマアジ属よりも、ギンガメアジ属やモンツキヒラアジ属といった、より体高の高い種を含む属に近縁であることが示唆されている。

## 形態

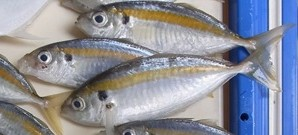
黄色の縦帯が目立つ3尾のホソヒラアジ

ホソヒラアジは小型の種であり、最大で全長22 cmに達するが、よくみられるのは全長15 cm以下の個体である。近縁種と同様に、側扁した紡錘形の体型を示し、輪郭はほぼ上下対称である。体高は体長の約30%とやや高く、本種とよく似たメアジ (Selar crumenophthalmus )とはこの点でも区別できる。眼にはよく発達した脂瞼がある。口は小さく、斜位で開く。歯は本種を識別するのに重要な形質のひとつで、上顎に歯はなく、下顎にのみ1列の絨毛状歯がある。背鰭は2つの部分に分かれ、第一背鰭は8棘からなり、第二背鰭は1棘と24-26軟条からなる。臀鰭は2本の遊離棘が前方にあるほか、20-23の軟条をもつ。この遊離棘がない個体も1例記録されている。第二背鰭と臀鰭の基部には鱗鞘がある。胸鰭は鎌状で、側線の曲線部と直線部の境界までは達しない。 細い尾柄の先につく尾鰭は深く2叉する。肩帯に溝はなく、これも識別形質の1つである。側線の前方にある曲線部は緩やかで、直線部には13-25の鱗と24-29の稜鱗がある。胸部に無鱗部はなく、鰓耙数は合計で40-46、椎骨数は24である。
体側面の眼の上端から尾柄にかけて一本の黄色縦帯が伸びる。そのほかの体の背側は青緑色で、腹側では銀白色である。鰓蓋の後端には黒い斑点があり、時として肩まで伸びる。背鰭、臀鰭、尾鰭は青白色からくすんだ黄色で、腹鰭は白色、胸鰭は無色透明である。瞳孔は青色がかった黒色で、虹彩は金色を呈する。

## 分布
ホソヒラアジはインド洋と西太平洋の熱帯、亜熱帯海域に広く生息する。インド洋では、生息域はペルシャ湾からアラビア半島北岸、そしてインドや東南アジアへと広がり、南はオーストラリア北部まで伸びる。モルディブといった離島にも生息する。西太平洋では、北は日本、南はインドネシアやニューカレドニア、バヌアツなどから報告がある。
日本では琉球列島などの南日本でみられるとされ、相模湾、熊野灘、奄美大島、沖縄本島から記録があるが、稀種である。
本種は主に沿岸性の種で、砂海底で群れをなして泳ぐことが多い。オーストラリアでは沿岸部や水深50 mまでの浅い大陸棚に生息する。マレーシアでは最も深くて水深70 mから記録があるが、たいていは水深40から60 mの海域でみられることが多い。

## 生態

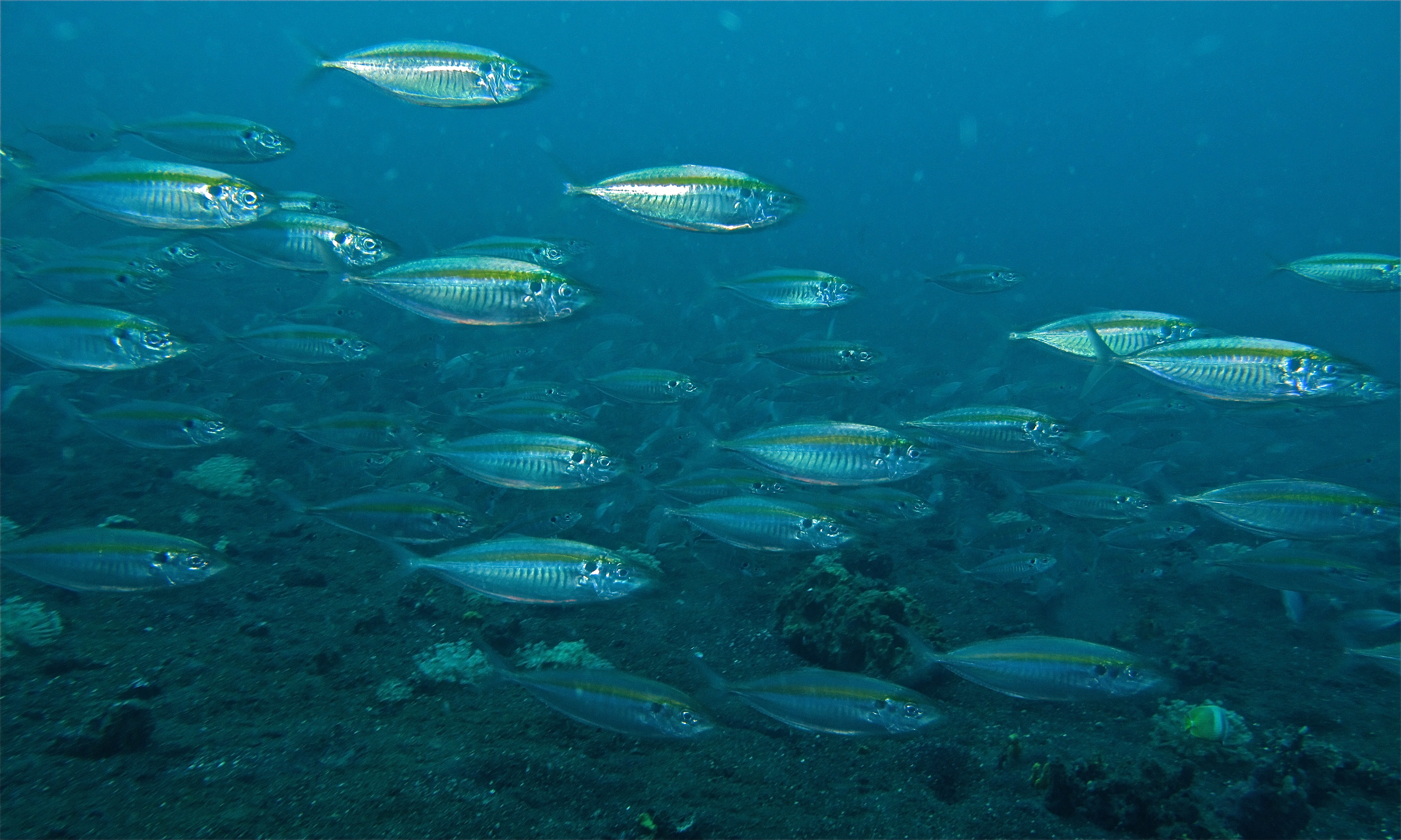
群れて泳ぐホソヒラアジ

ホソヒラアジは生息域の中ではごく一般的な種であり、漁業においても重要であるため、生態についての研究が進んでいる。オーストラリアやフィリピン、そしてインドの一部ではその海域で最もよくみられる種のひとつである。台湾では、本種の群れは夏に沿岸近くへと回遊してきて、その後より深い大陸棚に戻っていくことが報告されているが、その他の海域では明確な回遊は観察されていない。
本種は肉食魚であり、様々な種類の甲殻類や他の小型の獲物を捕食するが、食性は時期や場所によって変化する。オーストラリア北部では最もよく捕食していたのは貝虫類、腹足類、そしてオキアミだった 。インドでの調査においては食性はより多様で、十脚類やカイアシ類の甲殻類が主な捕食対象となっていたほか、カタクチイワシ科の小魚や、後鰓類などの軟体動物、藻類、珪藻、有孔虫も捕食していた。この調査では、体のサイズや季節によっても食性に変化がみられた。インドでは本種は昼行性であるとされたが、他の生息地では夜間に捕食を行うことが報告されている。近縁のいくつかの種とは違って、繁殖期にも捕食を行い、食性に目立った変化はみられない。
体長11.4 cmほどで性成熟に達するとする研究と、生まれてから1年以内の8.8 cmでも性成熟に達しているとする研究がある。後者の研究では、「これまでの研究では、漁網の網目のサイズが大きい事によるバイアスで、性成熟に達するサイズが不当に大きく見積もられていた」という主張がなされている。インドでは繁殖期は7月から翌年3月まで長く続くものの、各個体は1年に1度しか産卵しないとされている。繁殖期の中でも、7月から10月、および1月から3月までの間で特に盛んに産卵が起こる。 同じ海域で行われた研究で、この2つの産卵最盛期に生まれた個体の間では、海水温や塩分濃度の違いなどの影響で、形態的特徴に違いがみられることが示唆されている。メスの卵数は体長と直接相関するとされ、例えば全長9.5 cmの個体は6,300の卵を持っていたのに対し、全長13.1 cmの個体は37,400個もの卵を持っていたという報告がある。卵の成熟過程やその他の特徴についても詳しい記載がなされており、孵化した仔魚のごく初期の成長過程についても報告がある。卵は浮遊性で、沿岸海域やエスチュアリーでも発見例がある。他のアジ科魚類と同様、本種の仔魚や稚魚はクラゲに依拠して生活し身を守ることが知られている。ただし、クラゲの傘に隠れる他の多くの種の仔稚魚とは違い、本種の仔稚魚はクラゲの前方を、クラゲとリズムを合わせて先導するように泳ぐことが知られている。

## 人間との関係
ホソヒラアジはその生息域中の多くの地域で、商業漁業において重要な種である。FAOによれば、1990年から2010年までの期間で、世界における本種の年間漁獲量は113,000tから195,000 tの間で推移しており、増加傾向にあるという。この統計はインドネシア、マレーシア、UAEのみを調査対象として算出されたもので、実際の漁獲量はより多いことが示唆されている。本種の漁獲量をFAOに報告していたその3か国のうち、インドネシアが最も多くを漁獲しており、2000年から2010年までの間の年間漁獲量は129,000 tから180,000 tであった。本種が全体の漁獲量の多くを占める地域もあり、例えばインドで行われたある漁獲量調査では、水揚げの36%を本種が占めていた。しかし、インド全体で見ると本種の漁獲量はアジ科魚類全体の漁獲量の1.5%を占めるのみである。主にトロール漁で漁獲されるが、刺し網などの他の様々な漁法によっても漁獲される。インドでは産卵期に最も漁獲量が多くなり、この時は8 cmから13 cmほどの個体が多く水揚げされる。インドでは、1994年に行われた研究では漁業による個体数への影響は軽微だと考えられたが、2000年に行われた推定では漁獲過多の状態にあることが示唆された。ソナーを用いて本種や近縁の種の群れに含まれる個体数を推定する技術が開発されているが、精度は安定していない。
本種は美味な食用魚で、鮮魚や冷凍された状態で流通するほかにも、様々な形態で販売される。東南アジアではごく一般的に干物や塩漬けとして利用されている。また、高いタンパク質量を持つことで、魚粉の原料としても注目されている。脂質やミオグロビンの含有量が多いことで練り製品の原料には不適と考えられていたが、近年の研究で熱処理を行えば凝集性が増し、より練り製品に適した性質を持つようになることがわかった。
シンガポールやマレーシアでは本種をカリッとなるまでよく揚げ、ナシレマッ（米料理）と合わせて食すことが多い。マレーシアではそれほど人気がない本種の新たな活用法として、フィッシュバーガーの具材とすることが提案されている。